# 時空警察ヴェッカーシグナ
『時空警察ヴェッカーシグナ』（じくうけいさつヴェッカーシグナ）は、日本の特撮テレビ番組。時空警察ヴェッカーシリーズ第3弾にあたる。
2007年7月6日から9月21日まで、TOKYO MXにて毎週金曜日23時30分より放送された。

## 概要
オリジナルビデオ作品『時空警察ヴェッカー』、その続編のテレビドラマ『時空警察ヴェッカーD-02』に続く作品。前2作同様に時空犯罪から時間と歴史を守る時空刑事（ヴェッカー）という基本設定を題材としているが、本作品は正規のヴェッカーが主人公である前2作とは異なり、ヴェッカーとなるために未来から現代を訪れた候補生たちの成長と活躍を描く物語である。
監督の畑澤和也によれば、当時、特撮ヒロイン作品が安易に多数製作されていると感じたことから、再度、そのジャンルに真剣に挑んでみたいと思ったことが、本作品の製作の発端という。当初はヴェッカーシリーズではなく、まったく新たな作品として構想されていたが、ヴェッカーの名を記憶している関係者や企業が多く現れたことから、敢えてヴェッカーシリーズの1作品として位置づけられた。DVD第1巻の特典映像でも畑澤は同様に、新たな作品として企画した内容がヴェッカーに酷似していたため、「もう一度『ヴェッカー』をやるという手もある」と発言したところ、賛同する関係者や企業が多かったため、皆がヴェッカーを記憶していることを痛感し、再度ヴェッカーの製作に挑んだと語っている。
変身シーンを省略した『D-02』と異なり、第1作同様に主人公たちがヴェックフォームと呼ばれる制服姿から、エクスターナルフォームと呼ばれる素顔を隠した戦闘スーツ姿に二段変身することも特徴のひとつ。前作『D-02』ではヴェックフォームが変身体として設定され、素顔を隠した戦闘スーツ姿（クロノスーツ）は最終回のクライマックス時のみ登場するイレギュラー的な存在として位置づけられていたが、本作品ではこのイレギュラーである戦闘スーツ姿が毎回、レギュラーとして登場することとなった。
本来はDVDソフトのみの予定であったため、地上波ではDVD1枚分のドラマを30分番組として前・後編に再編集して放映された。
放映局の都合上、リアルタイムで視聴できる地域は限られていたが、放映月にあわせてDVD全6巻がバップから発売され、放映局の地域外でも視聴可能となった。
作風は、畑澤が「スポ根や青春ドラマに近い」と形容しているように、個性豊かな候補生たちが数々の出来事を通じて一つのチームとしてまとまっていくことをテーマの一つに掲げており、前作までと比較するとキャラクターの描写に重点が置かれていることが特徴。特にそれは候補生ゆえの任務に対する葛藤や、中盤でのシグナレナリーとキリーの衝突を機にシグナのメンバーの心がバラバラになり、再び団結してゆくという流れに色濃く現れている。反面、前作までの大きな題材であった「時間」の要素が希薄となっており、このことは本作品でシナリオライターを務めた兵頭一歩も反省点として挙げている。

### キャスティング
畑澤の「著名な俳優ではなく、まだ色の付いていない俳優が演じることで、その俳優ではなくキャラクターそのものを表現したい」との意向により、一般公募で出演者陣を選定。加えて、「時空警察」という舞台装置の中でのキャラクターの成長を表現するため、オーディションではあえて15歳以下の俳優から主人公陣が選出された。その過程で、選定当時で芳紀11歳の現役小学生、シリーズ最年少のキャスティングである葉月あいが主人公・春日さりあ役に抜擢され、他の主人公陣も葉月の年齢に近い中から選出した結果、平均年齢14歳のジュニアアイドルが主人公陣を演じることとなった。このうちの4人は、Signaly'sの名のユニットでエンディングテーマも担当している。
主要人物はシグナ4人に加えて、時空特捜キリー・桐乃かすみを加えた5人と設定されている。この5人のうち、秋葉えみりを変身しない人物、桐乃かすみを他の4人とは別の立ち位置の人物と設定することにより、同様の複数キャラクターによるシリーズ作品との差別化が図られている。
男性キャラクターでは、『ウルトラマンメビウス』などでスーツアクターをこなした和田三四郎がシリーズ初の男性の変身キャラクターとして変身前後共に出演。さらに第1作で制作に携わった上に自らも出演をこなし、特撮ヒーローの大先輩でもある渡洋史が脇を固めている。和田の演じる「時空刑事オリオン」は、本作品中では主人公陣に先んじて最初にデザインが起こされたキャラクターであり、作品の世界観を代表するキャラクターとして設定されている。
前作以前のシリーズのほかのキャラクターとしては、第1話で『D-02』のレギュラーの1人・時空刑事サキを演じた西村優子が、終盤で第1作第1話の主人公・時空刑事ユリーを演じた天野めぐみがゲスト出演。また本編の登場人物ではないが、『D-02』の時空刑事ハル役の森本さやかがDVDの特典映像のナレーションを担当している。
『ウルトラマンレオ』の主演俳優である真夏竜が第1話に特別出演したことも、特撮ファンの間では大きな話題となった。真夏の演じる敵キャラクター・獅子皇は、作中でウルトラマンレオ同様に指輪を変身アイテムとしているが、これは真夏が出演オファーを受けた際に自ら希望したもので、その希望をもとに指輪のプロップが作られたという。

### 商品化
フィギュア玩具として長い歴史を持つミクロマンとのコラボレーションによるシグナのフィギュアが、企画面での協力者でもあるタカラトミーのホビー開発チーム・安彦一民らの尽力により、作中で語られない裏設定を映像化した特典DVDを添付し、放映に伴って発売された（一部はキャンペーン限定商品）。
ヴェッカーシグナがミクロマンシリーズの一環として発売されたことは、第1作のオリジナルDVD版『ヴェッカー』が安彦らによりフィギュア化されたことが縁となっている。開発に際しては、すでに商品化されていた「ミクロマン200X」のシリーズをベースとしたため、特撮番組のフィギュアとしては異例の早さで商品化された。また安彦の発案により、このフィギュアは作中でも時空刑事のサポート用小型ドロイド「レディ」または「バディ」という設定で、小道具としても活用された。
渡演じる「時空刑事エクスヴァーン」も安彦の要望で生まれたキャラクターで、安彦が個人的に渡の大ファンという事情もあり、渡が演じた『宇宙刑事シャリバン』と『時空戦士スピルバン』を強くイメージしたデザインとなっている。

### 放映終了後の展開
2009年、本作品を含む『ヴェッカー』シリーズの外伝として、時空刑事オリオンを主人公とした劇場版作品『時空警察ハイペリオン』が公開され、『シグナ』の主人公陣も引き続き登場している。
2011年には、シリーズ初の舞台作品『時空警察ヴェッカーサイト』が上演され、しほの涼がゲスト出演した。同2011年の舞台第2弾『時空警察ヴェッカーχ ノエルサンドレ』では彩月貴央演じるキャラクター・夏沢るり香が別設定で登場し、しほのも再びゲスト出演を果たした。

## あらすじ
西暦2007年。23世紀の未来世界から時を越えてやってきた春日さりあたちが、時空犯罪から時間と歴史を守る時空刑事を目指し、現代人として生活しつつ研修の日々を送っていた。ある日彼女らは、時間を不正に操る時空犯罪者と思しき者たちの存在を知る。研修生である彼女らに捜査の権限はないが、熱い心は止まることはない。さりあたちは独断で悪しき時空犯罪に、そして時間と歴史を守る過酷な戦いに立ち向かう。

## 登場人物

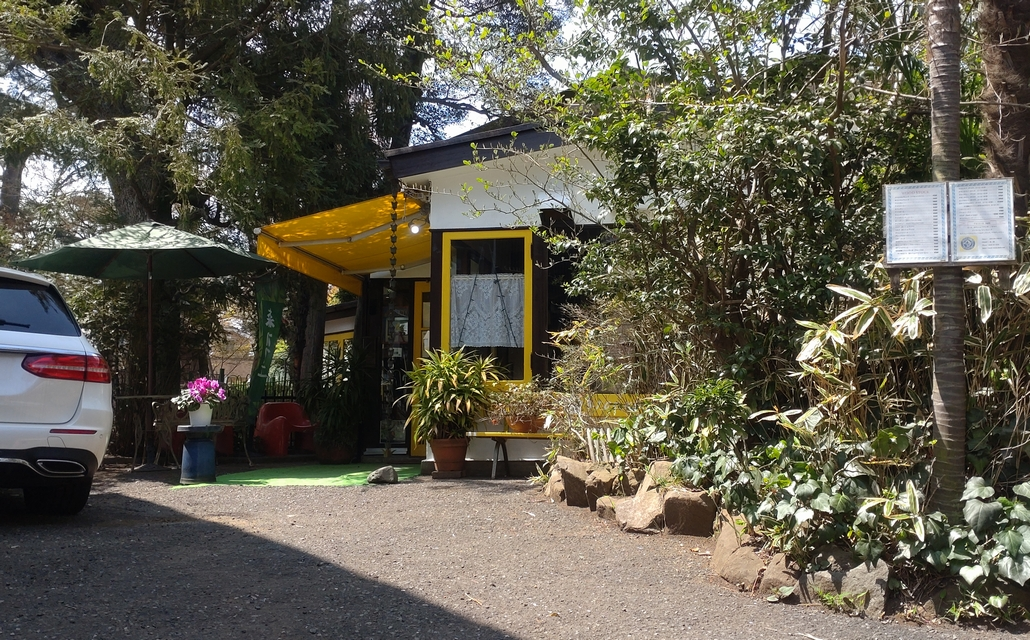
レギュラーキャラクターの活動拠点、喫茶店ウッドストックの撮影場所として用いられた実在の喫茶店「ウッドストック」（東京都武蔵野市吉祥寺）

### ヴェッカーシグナ
時空刑事（ヴェッカー）を目指す時空刑事候補生たち。通称のシグナ(Signa)はSpace-time investigation group navigationの略。ヴェックフォームなどの時空刑事に準ずる装備品を所持しているが、正規の刑事ではないため、本来は特別な承認なしでは捜査活動を行なうことはできず、時空刑事ほどの権限も持っていない。
春日 さりあ（かすが さりあ） / シグナサリー
本作品の主人公。やること成すことドジばかりの少女で、常に周囲を呆れさせつつもなぜか憎めない。天真爛漫な性格だが、悪者を決して容赦しない強い心の持ち主でもある。織田優生のように「未来を知ることは良いこと」という考えには懐疑的であり、結果だけ重視して努力を否定する者には怒りを燃やす。エクスターナルフォームでは剣技を得意とする。普段はメンバーの活動拠点である喫茶店ウッドストックで、住み込みでアルバイトをしている。
夏沢 るり香（なつざわ るりか） / シグナルリー
シグナの委員長的存在のまとめ役。さりあの良き理解者。おっとりした癒し系のしっかり者。エクスターナルフォームでは新体操を応用した戦法を得意とする。普段はやはりウッドストックでアルバイトをしつつ、名門校の宮前学園に通っている。
冬木 玲菜（ふゆき れいな） / シグナレナリー
ツンデレ系の少女。ドジばかりのさりあを足手まとい呼ばわりしてきつい発言を浴びせることも多いが、本当は誰よりも強い愛情の持ち主。自分たちを颯爽と救う光四郎を密かに意識している。エクスターナルフォームでは格闘技を得意とする。普段はるり香の宮前学園と双肩の名門校・天原高校に通っている。シグナ4人の中では唯一ウッドストックの店員ではない。
秋葉 えみり（あきば えみり） / シグナエミリー
シグナ最年少の妹的存在で、ウッドストックの看板娘。お茶目な性格で誰にでも好かれる。唯一エクスターナルフォームに変身せず、格闘教練も受けていないため、情報収集や分析・後方支援を担当している、サポートドロイドである。作中で破壊されたため代替の同型アンドロイドに交換されたときサリーは、以前の記憶が無いエミリーを見て涙を流すが、エミリーには理解できない苦しさがあった。

### その他の時空警察のメンバー
桐乃 かすみ（きりの かすみ） / 時空特捜キリー
玲菜の通う高校に転校してきた謎の美少女。正体は黒いヴェッカーとも呼ばれる時空警察の特務捜査官。シグナたちよりも数段上の戦闘技術を持つ。クールな性格のベテラン時空刑事で、任務に対して葛藤を見せるシグナたちに辛く当たることもあるが、実はかつて任務のため、恋人であり同僚でもあった時空刑事シリウスを手にかけたという悲痛な過去を持つ。
折尾 光四郎（おりお こうしろう） / 時空刑事オリオン
喫茶店ウッドストック常連のオタク青年。普段の姿はヒーローらしからぬ三枚目ぶりで、さりあたちをいつもからかっているが、時空犯罪に際しては表情が一変、エクスターナルチェンジによって青き閃光・時空刑事オリオンとなり、シグナの危機を救う。必殺技はオリオンブレイク。
加藤 洋輔（かとう ようすけ） / 時空刑事エクスヴァーン
喫茶店ウッドストックのマスターで、さりあの父親代わり。いつも明るく天然ボケ気味で、娘のようなシグナたちを優しく見守っている。時空警察中でも伝説的存在と呼ばれる人物にもかかわらず、自身は時空犯罪に対して決して動こうとはせず、謎が多い。
その正体は第1作で登場した時空刑事ヴァーン・カトーその人。「アルティメイション!」のキーワードにより真紅のクロノスーツを装着し、時空刑事エクスヴァーンとなる。必殺技はエクスヴァーンブレイク、グランミラーキャノン。

### テンスマドラー
織田優生率いる時空犯罪組織。名称は「時世の反乱者」を意味する。身に着けたバックル状の生体変異ユニットにより簡易的な人体改造が行われており、各人が超人的な戦闘能力を持つ獣人体に変身でき、ヴェッカーの全滅を企む。たとえ倒されてもバックルが無事なら、他人がそれを装着することによりテンスマドラーとしての力を受け継ぐことが可能。
獅子皇（ししおう）
テンスマドラーのリーダー格。織田優生の用心棒で、テンスマドラー最強の戦士。獅子の指輪を輝かせて変身する。その戦闘技術は、シグナたちが束になって挑んでも到底歯が立たないほど。
蛇塚 れい子（へびづか れいこ） / 蛇（おろち）
テンスマドラーの紅一点。織田優生の秘書で、諜報活動を主に担当。芸能界を夢見る女性たちの運命を操るため、テレビ局にキャスティングディレクターとして潜入している。
烏丸 鋭一（からすま えいいち） / 烏（からす）
優生と共に研究開発を行う研究者。ディザイン社の未来予測により、臓器提供意思表示者を意図的に死の運命へ導くことで、大病院の臓器移植の献体に協力する一方、見返りとしてその病院を優生の有効種計画に協力させている。
覚良 亮二（かくら りょうじ） / 覚（さとり）
有効種計画の実働隊。高校生として玲菜の通う高校に潜入しており、優生に次ぐ実力を持つ高校生占い師として多くの評判を浴びつつ、陰では良質の遺伝子を選別するため、そして自分の歪んだ欲望を満たすために高校生たちによるレイプまがいの交配実験を繰り返す。
織田 優生（おだ ゆうせい） / 鬼蜘蛛（おにぐも）
テンスマドラーの首領。現代最強といわれる謎の占い師で、総合保険企業・株式会社ディザインの設立者。「コーディネートされた未来」と称し、予言に等しいとまで賞される占いで数々の企業や個人をコンサルティングすることで、決して人前に姿を現さないにもかかわらず、多くの信奉者を集めている。その陰では未来を担う優れた人間を選び出すためとする「有効種計画」を推し進めている。

### 一般人
新末 雪人（あらまつ ゆきと）
さりあの同級生。学校では部員たった1人の占い同好会に所属しており、織田優生の占いに憧れている。さりあにほのかな恋心を抱き、彼女を同好会に引き込もうとする。
孝原 みゆき（たかはら みゆき）
玲菜の親友。同じ高校の覚良に恋心を抱きつつ、実は心臓病で余命半年の体であるために自分の気持ちを封じている。歴史を守るためにはみゆきを死なせなければならず、玲菜は苦悩に苛まれることとなる。

## キャスト
- 春日さりあ / シグナサリー：葉月あい（スーツアクター：谷山尚未[43][* 1]
- 夏沢るり香 / シグナルリー：彩月貴央（スーツアクター：日野由佳[43][* 1][* 2]）
- 冬木玲菜 / シグナレナリー：しほの涼（スーツアクター：大口与枝[43][* 1][* 2]）
- 秋葉えみり / シグナエミリー：鮎川穂乃果
- 桐乃かすみ / 時空特捜キリー：仲村みう（スーツアクター：齋藤恵美子[43][* 1][* 2]）
- 折尾光四郎 / 時空刑事オリオン：和田三四郎（スーツアクター兼任[46]）
- 加藤洋輔 / 時空刑事エクスヴァーン：渡洋史（スーツアクター：松上順也[43][* 3][* 4]）
- 新末雪人：伊藤庸介
- 孝原みゆき：演：浦田麻緒
- レディの声：福井裕佳梨[* 5]
- キリーレディの声：林美和
- バディの声：泰勇気[* 6]
- 獅子皇：真夏竜（特別出演）（スーツアクター：松上順也[43]）
- 烏丸鋭一 / 烏：窪田正孝（スーツアクター：宮木ヨシオ[43]）
- 覚良亮二 / 覚：鯨井康介（スーツアクター：南辻史人[43][* 3]）
- 蛇塚れい子 / 蛇：福島和可菜（スーツアクター：齋藤恵美子[43]）
- 織田優生 / 鬼蜘蛛：森久保祥太郎（スーツアクター：和田三四郎[46]）

## スタッフ
- エグゼクティブ・プロデューサー：椚山英樹、平山博志
- 企画：K2N
- 企画協力：タカラトミー
- プロデューサー:近貞博、堀川和寿、山国秀幸
- アクションプロデューサー：臼木基晴
- 脚本：兵頭一歩
- 監督：畑澤和也
- アクション監督：川名求乙[* 3]
- 造形：ベアモデル
- 衣装制作：ロッシュ
- 助監督：石和摂
- 制作：ダックスプロダクション
- 制作協力：ヴァーサタイルエンタテインメント、ミリオンエンタテインメント
- 製作：ヴェッカーシグナ・プロジェクト（バップ、レイアップ、インデックスミュージック、NAS、K2N）

## 主題歌

### オープニングテーマ
「RING」
作詞 - 奥井雅美 / 作曲・編曲 - Monta / 歌 - 奥井雅美

### エンディングテーマ
「MY PRECIOUS FRIENDS」
作詞 - 近藤ナツコ / 作曲 - 河本芳子 / 編曲 - 平間稜涼 / 歌 - Signaly's（葉月あい・彩月貴央・しほの涼・鮎川穂乃果）

### 挿入歌
「キミがいるから」
作詞・作曲・編曲 - 楠統一  / 歌 - 葉月あい for 春日さりあ
「FAITH」
作詞 - takaou / 作曲・編曲 - 須田悦弘 / 歌 - 彩月貴央 for 夏沢るり香
「空」
作詞 - しほの涼 / 作曲・編曲 - 飯田建彦 / 歌 - しほの涼 for 冬木玲菜
「マシュマロ・ハート」
作詞 - 近藤ナツコ / 作曲 - 821R / 歌 - 鮎川穂乃果 for 秋葉えみり

## 放映リスト
| 放送日  | 話数 | タイトル                                           | DVD収録時タイトル                                  | ゲスト出演者 |
| ------- | ---- | -------------------------------------------------- | -------------------------------------------------- | --- |
| 6月29日 |      | 時空警察ヴェッカーシグナスペシャル（事前特別番組） | 時空警察ヴェッカーシグナスペシャル（事前特別番組） | |
| 7月6日  | 1    | Phase.1 side:A                                     | Phase.1 Signa / 候補生たち                         | - 日向サキ（演：西村優子）                                                                                          |
| 7月13日 | 2    | Phase.1 side:B                                     | Phase.1 Signa / 候補生たち                         | |
| 7月20日 | 3    | Phase.2 side:A                                     | Phase.2 Digna / 未来の価値                         | - 南奈々（演：福井裕佳梨） - 赤瀬監督（演：杉野博臣） - 東鳥（演：外間勝） - オーディション応募者（演：杉村ミレイ） |
| 7月27日 | 4    | Phase.2 side:B                                     | Phase.2 Digna / 未来の価値                         | - 南奈々、赤瀬監督、東鳥 - オーディション審査員（演：泰勇気） - セイントヴァルキリー（演：新実菜々子）              |
| 8月3日  | 5    | Phase.3 side:A                                     | Phase.3 Festa / 謝肉祭                             | - 柊際二郎（演：稲宮誠） - ナース軍団（演：日野由佳、大口与枝、齋藤恵美子）                                         |
| 8月10日 | 6    | Phase.3 side:B                                     | Phase.3 Festa / 謝肉祭                             | - 柊際二郎（演：稲宮誠） - ナース軍団（演：日野由佳、大口与枝、齋藤恵美子）                                         |
| 8月17日 | 7    | Phase.4 side:A                                     | Phase.4 Setsuna / 刹那                             | |
| 8月24日 | 8    | Phase.4 side:B                                     | Phase.4 Setsuna / 刹那                             | |
| 8月31日 | 9    | Phase.5 side:A                                     | Phase.5 Kizuna / 友情                              | - 時空刑事シリウス（演：早田剛） - 蝦川美紗子（演：宮沢静香） - 獣人生徒会（演：川名求乙、松上順也、南辻史人）      |
| 9月7日  | 10   | Phase.5 side:B                                     | Phase.5 Kizuna / 友情                              | - 蝦川美紗子 - 時空刑事ユリー（演：天野めぐみ）                                                                     |
| 9月14日 | 11   | Phase.6 side:A                                     | Phase.6 Sign / 未来へのサイン                      | |
| 9月21日 | 12   | Phase.6 side:B                                     | Phase.6 Sign / 未来へのサイン                      | |